# 米亚克萨农村居民点
米亚克萨农村居民点（俄语：Мяксинское сельское поселение）是俄罗斯联邦沃洛格达州切列波韦茨区所属的一个农村居民点。其下辖有70个居民点，行政中心为米亚克萨。据2015年统计，该农村居民点的人口为2290人。